# L'Énigme d'un après-midi d'automne
L'Énigme d'un après-midi d'automne est un tableau réalisé par le peintre italien Giorgio De Chirico en 1910 à Florence. Cette huile sur toile est un paysage urbain représentant une place d'Italie, ce qui en fait l'œuvre inaugurale, dans la production de son créateur, de la série dite des Places d'Italie, et plus généralement de la peinture métaphysique. Montrée à Paris en 1912, elle est aujourd'hui conservée au sein d'une collection privée.